# Chi Chi DeVayne
Zavion Davenport (24 de setembro de 1985 – 20 de agosto de 2020), mais conhecido pelo nome artístico de Chi Chi DeVayne, foi uma drag queen  e personalidade de reality show norte-americana que ganhou destaque internacional ao participar na oitava temporada de RuPaul's Drag Race e na terceira temporada da RuPaul's Drag Race All Stars.

## Vida pregressa
Nasceu em 24 de setembro de 1985. Ao descrever sua infância em Shreveport, Louisiana, disse que "Sempre fui um pequeno artista. O meu tio costumava fazer shows de talentos com todos os primos, e a minha mãe viu algo em mim. Ela me inscreveu em aulas de ginástica, e participei numa companhia de dança durante os meus vinte anos.". Durante a sua adolescência, confessou que teve uma "vida difícil", sendo regra andar armado e em gangues.

## Carreira
Antes de participar em RuPaul's Drag Race, tinha dois trabalhos para conseguir se sustentar.

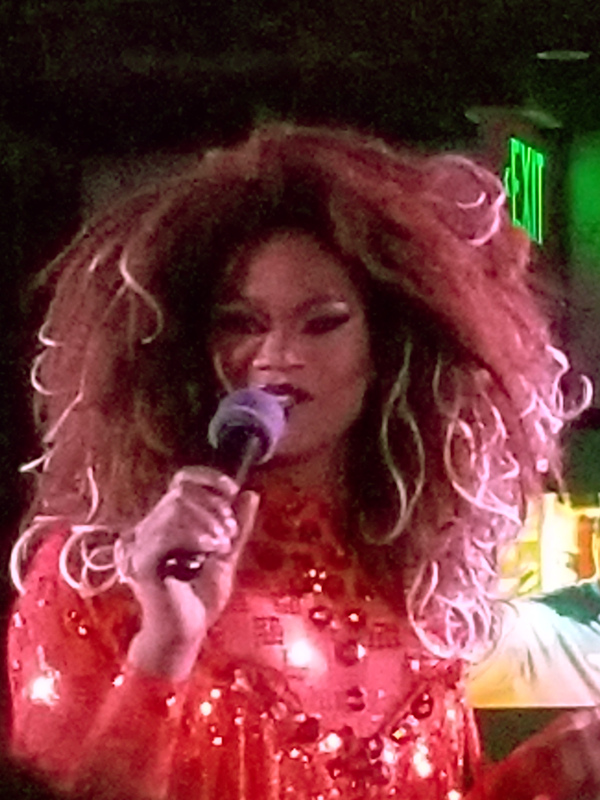
Chi Chi DeVayne em 2018

Adquiriu o primeiro nome, Chi Chi, inspirada no filme To Wong Foo, Thanks for Everything! Julie Newmar, e o sobrenome, DeVayne, da família drag de mesmo nome, de Shreveport. As suas mães drag eram Kourtni DeVayne e Lady Phat Kat. Era reconhecida por usar frequentemente maquilhagem de diferentes tons roxo.
Como Chi Chi DeVayne competiu na oitava temporada de Drag Race, que teve início a 7 de março de 2016. James Michael Nichols do HuffPost comentou que "Chi Chi foi o azarão desta temporada, entrando pelas portas no primeiro episódio com um vestido literalmente feito de sacos de lixo". Durante a competição, esteve entre as quatro finalistas, mas foi eliminada antes de Kim Chi e Naomi Smalls. Bob the Drag Queen foi coroada a vencedora. Posteriormente, numa entrevista revelou que a competição: "Mudou tudo na minha vida. Tudo foi para uma direção diferente. Antes, eu pensava: 'Qual seria um bom trabalho que eu poderia conseguir aqui na cidade, trabalhando em uma fábrica.' É uma loucura.".
Ela apareceu no podcast de RuPaul, RuPaul: What's the Tee with Michelle Visage em 2016. No ano seguinte, ela fez parte de uma turnê de férias em novembro chamada A Drag Queen Christmas. Em março de 2018, DeVayne fez parte da série Drag Babies, criada por Max Emerson e apresentada por Bob the Drag Queen. Ela atuou como mentora drag ao lado de Peppermint e Shuga Cain. DeVayne foi convidada a retornar à Drag Race para a terceira temporada de All Stars, que estreou em 25 de janeiro de 2018. Ela foi eliminada no quarto episódio, ficando originalmente em sétimo lugar. Ela acabou terminando em oitavo após Morgan McMichaels retornar à competição.[carece de fontes?]

## Problemas de saúde e morte
Em 2018, Davenport foi diagnosticado com esclerodermia. No dia 17 de julho de 2020, ele foi levado às pressas para o hospital por insuficiência renal relacionada à sua doença. Dois dias depois, ele postou uma atualização nas redes sociais afirmando: "Eu fiquei muito tempo sem ir ao médico e essas são as consequências", além de mostrar apreço pela demonstração de apoio de fãs e colegas. Ele afirmou estar passando por um tratamento de diálise. Mais tarde naquele ano, ele foi readmitido no hospital após ser diagnosticado com pneumonia. Ele morreu no dia 20 de agosto de 2020, aos 34 anos.

## Filmografia

### Televisão
| Ano  | Título                                     | Papel     | Notas                  | Ref.   |
| ---- | ------------------------------------------ | --------- | ---------------------- | ------ |
| 2016 | RuPaul's Drag Race (temporada 8)           | Ela mesma | Concorrente (4º lugar) | [ 7 ]  |
| 2018 | RuPaul's Drag Race All Stars (temporada 3) | Ela mesma | Concorrente (8º lugar) | [ 14 ] |
| 2020 | Little America                             | TBA       | Convidada              | [ 20 ] |

### Teatro
| Ano  | Título            | Papel | Teatro        | Ref.   |
| ---- | ----------------- | ----- | ------------- | ------ |
| 2019 | Women Behind Bars | Jo-Jo | The Montalban | [ 21 ] |

### Videoclipes
| Ano  | Título | Artista                       | Ref.   |
| ---- | ------ | ----------------------------- | ------ |
| 2020 | "GFY"  | Randy Boo com Chi Chi Devayne | [ 22 ] |

### Séries da web
| Ano  | Título                        | Papel     | Notas                                           | Ref.   |
| ---- | ----------------------------- | --------- | ----------------------------------------------- | ------ |
| 2016 | RuPaul's Drag Race: Untucked  | Ela mesma | Parte do RuPaul's Drag Race                     | [ 23 ] |
| 2016 | Cucu Confessions              | Ela mesma | Convidada, apresentado por Cynthia Lee Fontaine | [ 24 ] |
| 2017 | How to Makeup                 | Ela mesma | Série World of Wonder                           | [ 25 ] |
| 2017 | Craigslist Missed Connections | Ela mesma | Convidada                                       | [ 26 ] |
| 2018 | COSMO Queens                  | Ela mesma | Convidada                                       | [ 27 ] |
| 2018 | Drag Babies                   | Ela mesma | Mentora drag                                    | [ 28 ] |
| 2018 | Whatcha Packin'               | Ela mesma | Convidada                                       | [ 29 ] |
| 2019 | Hey Qween                     | Ela mesma | Especial do Dia dos Namorados                   | [ 30 ] |
| 2020 | Bootleg Opinions              | Ela mesma | Convidada                                       | [ 31 ] |

## Discografia

### Singles

#### Singles selecionados
| Título                                                                                         | Ano  | Álbum                                 | Ref.   |
| ---------------------------------------------------------------------------------------------- | ---- | ------------------------------------- | ------ |
| "Sitting on a Secret" (RuPaul com Aja, Chi Chi Devayne, Milk, Morgan McMichaels e Thorgy Thor) | 2018 | Singles que não são parte de um álbum | [ 32 ] |
| "GFY" (Randy Boo com Chi Chi Devayne)                                                          | 2020 | Singles que não são parte de um álbum | [ 33 ] |